# Nguyễn Phúc Hồng Kháng
Nguyễn Phúc Hồng Kháng (chữ Hán: 阮福洪伉; 5 tháng 5 năm 1837 – 19 tháng 2 năm 1865), tước phong Phong Lộc Quận công (豐祿郡公), là một hoàng tử con vua Thiệu Trị nhà Nguyễn trong lịch sử Việt Nam.

## Tiểu sử
Hoàng tử Hồng Kháng sinh ngày 1 tháng 4 (âm lịch) năm Đinh Dậu (1837), là con trai thứ 9 của vua Thiệu Trị, mẹ là Tam giai Thụy tần Trương Thị Thận. Khi còn là hoàng tử, ông là người có học hạnh.
Hoàng tử Hồng Kháng là anh ruột cùng mẹ với vua Hiệp Hòa. Ngoài hai người con trai, bà Thụy tần còn hạ sinh được 4 người con gái, là các hoàng nữ Ủy Thanh (1835 – 1837), Liêu Diệu (1838 – 1839), Nhàn Nhã (1839 – 1840) và Lạc Thành Công chúa Nhàn Đức.
Tháng 3 (âm lịch) năm Tự Đức thứ 3 (1850), thầy học của các hoàng thân là Võ Xuân Cẩn, đồng thời là cha vợ của vua, dâng sớ nói: "Các hoàng thân phần nhiều chỉ thích chơi đùa, không đến nghe giảng". Vua sai phủ Tôn Nhân xét duyệt thì hoàng tử Hồng Kháng cùng hai hoàng thân Miên Tiệp và Miên Vãn (hoàng tử thứ 58 và 59 của vua Minh Mạng) đều chỉ đến nghe giảng có 3 ngày, bị phạt lương 6 tháng. Một số hoàng thân khác cũng bị phạt lương vì việc này.
Năm Tự Đức thứ 5 (1852), vua sách phong cho ông làm Phú Lộc Quận công (富祿郡公), sau cải thành Phong Lộc Quận công (豐祿郡公).
Năm Tự Đức thứ 18 (1865), Ất Sửu, ngày 3 tháng 1 (âm lịch), quận công Hồng Kháng qua đời, hưởng dương 29 tuổi, thụy là Cung Hậu (恭厚). Mộ của ông được táng tại Dương Xuân (thuộc Hương Thủy, Thừa Thiên Huế).
Quận công Hồng Kháng được ban cho bộ chữ Phiến (片) để đặt tên cho các con cháu trong phòng, nhưng ông lại không có con thừa tự. Năm 1885, dưới triều vua Đồng Khánh, ông được hợp thờ ở đền Thân Huân.
Quận công Hồng Kháng được ban bộ Tử (子) để đặt tên cho các con cháu trong phòng, nhưng ông lại không có con nối dõi. Năm 1890, vua Thành Thái cho lấy công tử Ưng Hiệp, là con trai thứ hai của vua Hiệp Hòa, làm con thừa tự cho ông, đổi tên thành Ưng Học, cho tập phong tước Kỳ ngoại hầu (畿外侯).

## Bài thơThị học
Tháng 2 (âm lịch) năm Tự Đức thứ 7 (1854), quận công Hồng Kháng theo hầu vua đến nhà Thái học, phụng mệnh vua ứng chế bài "Thị học thi" (Quan sát việc học) gồm 6 bài. Bài thơ đó được trình lên, được vua khen thưởng, cho chép vào tập thơ Tích Ung Canh Ca hội tập của Thụy Thái vương Hồng Y, con trai thứ tư của vua Thiệu Trị. Những bài thơ ấy có lời rằng (đã được dịch nghĩa):

### Bài I
Kính nghĩ hoàng thượng ta, sáng tỏ đức lớn
Trị nước Đại Nam nối trời dựng đạo dạy dân
Sách vở để hai bên tả hữu, vui thích về bút mực
Văn trị nổi lên, bốn phương noi theo.

### Bài II
Năm là năm giáp, tháng hai, ngày đinh
Làm lễ tiên thánh, rõ ràng nghi lễ
Rượu dâng ba tuần, múa nhạo 6 hàng
Trọng đạo tôn thầy, mình tự xướng xuất.

### Bài III
Bên hữu Văn miếu, có nhà Di Luân,
Xe vua đã đến nơi, tiếng nhạc ngựa sang
Các công khanh tập họp, đông đúc lũ lượt
Mây hé sáng chỗ màn dạy học, mặt trời sáng chiếu vào áo cổn.

### Bài IV
Vua sai dâng sách để giảng dạy, sách Thượng Thư và truyện Trung Dung
Xe vua đã đến nơi, tiếng nhạc ngựa sang
Các công khanh tập họp, đông đúc lũ lượt
Mây hé sáng chỗ màn dạy học, mặt trời sáng chiếu vào áo cổn.

### Bài V
Bèn cử học quan, dạy dỗ chư quan
 Bảo là việc học đời cổ, cốt để sáng tỏ nhân luân
Dạy bảo các học trò, nên được nết tốt cốt ở sự chăm
Mài dũa cái xấu, cái dốt, kính nghề nghiệp vui với bọn lũ.

### Bài VI
Điển lớn đã thành, ban ơn yến thưởng
Thơ nhã ban ra, văn hóa của nhân loại tỏ sáng
Sáng đến nghìn xưa, bốn phương trông nom vào
Đến ức vạn năm nữa phước lành lâu vẫn hưởng.